# Batalla d'Uclés (1108)
|  | Per a altres significats, vegeu «batalla d'Uclés». |

La batalla d'Uclés fou un enfrontament produït el 30 de maig de 1108 entre l'exèrcit d'Alfons VI de Castella (que no va ser present a la batalla, tot i que sí que hi fou el seu únic fill, Sanç Alfónsez, que hi va perdre la vida) i l'exèrcit almoràvit d'Ali ibn Yusuf, comandat per Abu Tahir Tamim ibn Yusuf.

## Antecedents
Després de derrotar Alfons VI de Castella a la batalla de Sagrajas en 1086, el cabdill almoràvit Yusuf ibn Tashfin va tornar a l'Àfrica per la mort del seu fill, i uns anys més tard va desembarcar de nou a la península, prenent el control de les taifes, recuperant Aledo i finalment van conquerir el 1102 la València de Rodrigo Díaz de Vivar, aconseguint una important via de penetració cap a l'interior peninsular. Després de diversos atacs contra els comtats catalans van decidir atacar el regne de Castella pel seu flanc est, triant a Uclés com a primer objectiu.
El nou cap almoràvit Ali ibn Yusuf va designar al seu germà Abu Tahir Tamim ibn Yusuf com a comandament suprem de l'exèrcit. Va partir a la primera desena de maig de 1108 dirigint-se a Jayyan, on es van incorporar les tropes de Qurtuba manades per Muhammad ibn Abi Ranq. Van seguir per Baeza on, entre la Roda i Chinchilla, es van unir el conqueridor de Múrcia i Aledo, Muhammad ibn Aisa, i el de Balansiya, Abd Allah ibn Fatima, per tal que cap de les milícies es veiessin aïllades en algun moment quan es van internar en territori enemic. El gran exèrcit va avançar, mal ordenat, indisciplinat, segons era el seu costum i desproveïts de maquinària de setge, obertament a través de l'altiplà, saquejant i cremant els petits assentaments cristians que trobaven al seu pas. Després d'una vintena de dies de marxa arriben a Uclés el dimecres 27 de maig.

## El setge del castell
La darrera jornada es feu a galop per sorprendre al matí als habitants d'Uclés, travessant el riu Bedija i assaltant la ciutat.
Els habitants no van poder fer res per evitar la destrucció de les parts baixes de les defenses i evitar l'assalt. Els mudèjars van rebre els assaltants com alliberadors, descobrint bretxes i parts tancades. Els atacants van fer presoners als quals no va donar temps de refugiar-se a l'alcassaba, que no va arribar a ser presa mentre que a la vila van fer estralls, assassinant, arrencant arbres, enderrocant cases i l'església, les seves creus i estàtues, arrencant les campanes substituint-les per muetzins. Saquejaren i es van fer mutus regals de presoners.
Al vespre, els musulmans van tornar al seu campament disposant sentinelles per evitar atacs per sorpresa, i el 27 de maig van centrar els seus esforços a atacar l'alcassaba, que disposava de pont llevadís, set torres i sis portes. Tot i ocasionar danys, els almoràvits no van aconseguir prendre el castell.
Informat Alfons VI de Castella del moviment de tropes enemigues i del setge que havien imposat a Uclés, va reunir un exèrcit amb les forces que més ràpidament va poder disposar: les de Toledo, Alcalá de Henares, Calatañazor i les mainades dels comtes Garci Fernández, Gomecio, Martín Lainez, García de Cabra, Sancho i Fernando Díaz. Havent-hi vint nobles i disset bisbes al regne, els vuit comtes reunits pel suposaven una cinquena part dels recursos militars del regne, amb uns efectius de 3.000 o 3.500 combatents entre cavallers, escuders, mossos de cavalls, encarregats de les diferents remeses de provisions i efectes i dels colons del lloc reclutats. El rei, que arrossegava una ferida a la cama soferta a la batalla de Salatrices, en no poder entrar en campanya, delegà el comandament de l'exèrcit en Alvar Fáñez, i va enviar el seu jove fill Sanç Alfónsez al capdavant de l'exèrcit.
La nit del 28 al 29 de maig, un jove musulmà desertor de l'exèrcit cristià informà detalladament els almoràvits. Abu Tahir Tamim ibn Yusuf va celebrar consell de guerra amb Muhammad ibn Aisa i Abd Allah ibn Fatima, i van acordar donar la batalla, però abans van assegurar bé el campament reforçant la seva guàrdia i les seves defenses contra la guarnició del castell, per si aquesta feia una sortida durant la batalla.

## Batalla
A trenc d'alba, a punt de donar les 6 del divendres 29 de maig de 1108, van sortir els musulmans al pas dels castellans situant-se a poca distància d'Uclés, al sud-oest. Avançaven els cordovesos manats per Muhammad ibn Abi Ranq a l'avantguarda, les ales les formaven les tropes de Múrcia de Muhammad ibn Aisa i Balansiya de Abd Allah ibn Fatima, i el centre dirigit per Abu Tahir Tamim ibn Yusuf amb els soldats granadins.
Els almoràvits cobrien el rostre amb vels negres i atacaven al ritme ensordidor de tambors de pell d'hipopòtam, amb les banderes desplegades, sembrant el terror entre els seus enemics. A més, comptaven amb arquers que combatien en ordenades files paral·leles. La tàctica de masses compactes i disciplinades que actuen en concordança era nova per als cristians, acostumats a les trobades singulars. Els dos exèrcits estaven a la vista l'un de l'altre, cara a cara.
La guarnició d'Uclés es va mantenir en la fortalesa sense donar suport a l'exèrcit de socors. Sense reconeixement ni preliminars, Alvar Fáñez va ordenar la càrrega de cavalleria seguida de la infanteria, arremetent de front com a única estratègia, i confiant la victòria en la gran força de xoc. Els cristians van fer retrocedir les tropes cordoveses fins que aquestes es van unir a les granadines mentre les ales murcianes i valencianes atacaven el campament cristià posant en fuga a la infanteria, retornant per atacar els laterals i la rereguarda castellana completant l'envolvent.
El desordre regnava a les files cristianes sense temps per defensar-se per tots els fronts, incapaços d'improvisar un pla d'emergència provocant la fugida d'una tropa auxiliar de jueus. Els esforços es van centrar a salvar al fill del rei. Després d'una resistència desesperada, els set comtes i l'infant van escapar al nord-oest, al castell de Belinchón, a uns vint quilòmetres, mentre Álvar Fáñez, amb un grup de cavallers, va aconseguir escapar dirigint-se al nord.

## Conseqüències
Abu Tahir Tamim ibn Yusuf, en comptes de mantenir el setge del castell, va tornar precipitadament a Granada i va deixar que Muhammad ibn Aisa i Abd Allah ibn Fatima acabessin de retre la ciutadella. En no disposar de maquinària de setge i amb les dificultats que oferia el cingle i les formidables muralles, van fingir retirar-se i quan els assetjats van evacuar la fortalesa els van sorprendre matant-ne uns i captivant-ne els altres.
Els mudèjars de Belinchón van aprofitar la victòria almoràvit per alçar-se contra els seus senyors cristians, i els nobles van ser sorpresos i Sanç Alfónsez va ser assassinat al costat dels seus escortes. L'infant i els comtes van ser enterrats en una capella del Monestir de Sahagún. Els almoràvits no van fer presoners. Els ferits que no van poder fugir van ser rematats, tallant-los el cap, sumant prop de tres mil, i amb elles van fer un macabre turó des del qual els muetzins cridar a la pregària pregonant la unitat d'Al·là, engrandint per la victòria tenint. Segons les cròniques musulmanes en total van morir trenta-cinc mil cristians
Entre d'altres destacats, va morir en la batalla l'imam al-Yazuli. Van fer un gran botí en cavalls, mules, armes, diners i escuts que per ser excessivament pesants els molestava el carregar.
A la revolta Belinchón i la presa d'Uclés, van seguir la pèrdua d'Ocaña, Amasatrigo, Huete i Conca, cosa que va facilitar l'emir Ali, dos anys després, emprendre una campanya que finalitzaria amb la breu absorció de l'Emirat de Saraqusta per l'imperi almoràvit.
La pèrdua de l'estratègica fortalesa d'Uclés, la derrota del seu exèrcit, tants nobles desapareguts i sobretot la pèrdua del seu fill, li va suposar al rei i la seva cort un cop dur del que no es refaria, i va morir l'any següent.